# Wally Szczerbiak
Walter Robert "Wally" Szczerbiak (Madrid, España, 5 de marzo de 1977) es un exjugador de baloncesto estadounidense que disputó 10 temporadas de la NBA. Con 2,01 metros de altura, jugaba en la posición de alero. Es hijo del que fuera también jugador profesional Walter Szczerbiak.

## Trayectoria deportiva

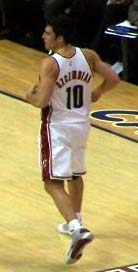
Szczerbiak en un partido con Cleveland Cavaliers en el año 2009

### Inicios
Nació en España, ya que su padre Walter Szczerbiak estuvo jugando en el Real Madrid en su época de baloncestista y se crio allí. Una vez que su padre se retiró del baloncesto, regresó su familia a su nativa Long Island, Nueva York. Allí, Wally fue al instituto Cold Spring Harbor en Cold Spring Harbor (Nueva York), donde en su año sénior, la 1994-95, promedió 36,6 puntos y 15,9 rebotes por partido.

### Universidad
Jugó durante cuatro temporadas con los RedHawks de la Universidad de Miami (Ohio).
Szczerbiak fue nombrado MAC Player of the Year, y en el mejor quinteto de All-American por Basketball News y Sports Illustrated y segundo quinteto para Associated Press (AP).
Finalizó su etapa universitaria con su título de marketing, y como el segundo máximo anotador de la historia de los RedHawks con 1.847 puntos.
Posteriormente, en 2001, su dorsal #32 fue retirado por la universidad. Además, en 2009, fue inducido en el University Athletic Hall of Fame.

### Profesional
Fue seleccionado por los Minnesota Timberwolves en la sexta posición del Draft de la NBA de 1999. 
Su mejor temporada fue la 2001-02, en la que Szczerbiak fue elegido para formar parte del equipo del Oeste en el All-Star.
Durante su séptima temporada en Minnesota, el 26 de enero de 2006 fue traspasado, junto con Michael Olowokandi y Dwayne Jones, a los Boston Celtics a cambio de Ricky Davis, Mark Blount, Marcus Banks y Justin Reed.
El 28 de junio (la noche del draft de la NBA de 2007), los Celtics le traspasan a Seattle SuperSonics, junto con Delonte West y Jeff Green, a cambio de Ray Allen y Glen Davis.
El 21 de febrero de 2008 fue traspasado a los Cleveland Cavaliers junto a Delonte West a cambio de Ira Newble y Donyell Marshall.
En octubre de 2009 anunció su retirada, tras someterse a pruebas médicas que le hacían pasar de nuevo por el quirófano para arreglar sus problemas en la rodilla.

## Estadísticas de su carrera en la NBA

### Temporada regular
| Año      | Equipo    | PJ  | PT  | MPP  | %TC  | %3P  | %TL  | RPP | APP | ROB | TPP | PPP  |
| -------- | --------- | --- | --- | ---- | ---- | ---- | ---- | --- | --- | --- | --- | ---- |
| 1999-00  | Minnesota | 73  | 53  | 29.7 | .511 | .359 | .826 | 3.7 | 2.8 | .8  | .3  | 11.6 |
| 2000-01  | Minnesota | 82  | 82  | 34.8 | .510 | .338 | .870 | 5.5 | 3.2 | .7  | .4  | 14.0 |
| 2001-02  | Minnesota | 82  | 82  | 38.0 | .508 | .455 | .831 | 4.8 | 3.1 | .8  | .3  | 18.7 |
| 2002-03  | Minnesota | 52  | 42  | 35.3 | .481 | .421 | .867 | 4.6 | 2.6 | .9  | .4  | 17.6 |
| 2003-04  | Minnesota | 28  | 0   | 22.2 | .449 | .435 | .828 | 3.1 | 1.2 | .4  | .0  | 10.2 |
| 2004-05  | Minnesota | 81  | 37  | 31.6 | .506 | .373 | .855 | 3.7 | 2.4 | .5  | .2  | 15.5 |
| 2005-06  | Minnesota | 40  | 40  | 38.9 | .495 | .406 | .896 | 4.8 | 2.8 | .5  | .4  | 20.1 |
| 2005-06  | Boston    | 32  | 31  | 36.7 | .476 | .393 | .898 | 3.8 | 3.2 | .6  | .1  | 17.5 |
| 2006-07  | Boston    | 32  | 19  | 28.1 | .415 | .415 | .897 | 3.1 | 1.7 | .6  | .1  | 15.0 |
| 2007-08  | Seattle   | 50  | 1   | 23.6 | .460 | .428 | .843 | 2.7 | 1.4 | .3  | .1  | 13.1 |
| 2007-08  | Cleveland | 25  | 1   | 22.2 | .359 | .365 | .878 | 3.2 | 1.4 | .4  | .3  | 8.2  |
| 2008-09  | Cleveland | 74  | 5   | 20.6 | .450 | .411 | .849 | 3.1 | 1.1 | .4  | .1  | 7.0  |
| Total    | Total     | 651 | 393 | 30.8 | .485 | .406 | .860 | 4.0 | 2.4 | .6  | .2  | 14.1 |
| All-Star | All-Star  | 1   | 0   | 12.0 | .667 | .667 | .000 | 3.0 | 3.0 | 1.0 | .0  | 10.0 |

### Playoffs
| Año   | Equipo    | PJ | PT | MPP  | %TC  | %3P  | %TL  | RPP | APP | ROB | TPP | PPP  |
| ----- | --------- | -- | -- | ---- | ---- | ---- | ---- | --- | --- | --- | --- | ---- |
| 2000  | Minnesota | 4  | 4  | 23.5 | .400 | .000 | .000 | 2.0 | .5  | .8  | .2  | 6.0  |
| 2001  | Minnesota | 4  | 4  | 35.8 | .486 | .000 | .800 | 4.5 | 2.5 | 1.2 | .8  | 14.0 |
| 2002  | Minnesota | 3  | 3  | 43.7 | .477 | .222 | .889 | 7.0 | 2.0 | .7  | .0  | 20.0 |
| 2003  | Minnesota | 6  | 6  | 42.0 | .475 | .214 | .867 | 5.0 | 2.2 | 1.0 | .2  | 14.5 |
| 2004  | Minnesota | 12 | 0  | 24.8 | .420 | .345 | .927 | 3.3 | 1.7 | .5  | .2  | 11.8 |
| 2008  | Cleveland | 13 | 13 | 28.8 | .376 | .323 | .929 | 1.8 | 1.5 | .2  | .1  | 10.8 |
| 2009  | Cleveland | 12 | 0  | 12.8 | .444 | .167 | .818 | 2.3 | .6  | .2  | .1  | 3.6  |
| Total | Total     | 54 | 30 | 26.8 | .427 | .285 | .882 | 3.1 | 1.4 | .5  | .2  | 10.2 |